# Tabanus taeniola
Tabanus taeniola är en tvåvingeart som beskrevs av Palisot de Beauvois 1806. Tabanus taeniola ingår i släktet Tabanus och familjen bromsar. Inga underarter finns listade i Catalogue of Life.